# ARD Media GmbH
АРД-Медиа (ARD Media GmbH) - общество с ограниченной ответственностью, с 1999 года осуществляющее размещение рекламы по 1-й телепрограмме в Германии. До 2022 года называлось «АРД Вербунг Сэйлс унд Сервисес» (ARD Werbung Sales & Serices GmbH).

## Владельцы
Владельцами агентства являются:
- Общество с ограниченной ответственностью «БР Медиа» - дочерняя компания Баварского радио;
- Общество с ограниченной ответственностью «Вербефунк Заар» - дочерняя компания Саарландского радио;
- Общество с ограниченной ответственностью «ХР Вербунг» - дочерняя компания Гессенского радио;
- Общество с ограниченной ответственностью «РББ Медиа» - дочерняя компания Радио Берлина и Бранденбурга;
- Общество с ограниченной ответственностью «НДР Медиа» - дочерняя компания Северо-Германского радио;
- Общество с ограниченной ответственностью «ВДР Медиа Груп» - дочерняя компания Западно-Германского радио;
- Общество с ограниченной ответственностью «СВР Медиа Сервисес» - дочерняя компания Юго-Западного радио;
- Общество с ограниченной ответственностью «Бремедиа» - дочерняя компания Радио Бремена;
- Общество с ограниченной ответственностью «МДР Медиа» - дочерняя компания Центрально-Германского радио[1].

## Медиа-активы
Агентству принадлежали:
- в 2006-2021 гг. общество с ограниченной ответственностью «АС унд С Радио», осуществляющее размещение рекламы на программах государственных радиостанций.